# Klawerianki
Zgromadzenie Sióstr Misjonarek św. Piotra Klawera (łac. Sodalitas Sancti Petri Claver pro Missionibus Africanis) – żeńskie zgromadzenie zakonne, zajmujące się opieką duchową i materialną nad misjami.

## Powstanie zgromadzenia
Powstało 29 kwietnia 1894 roku jako Sodalicja św. Piotra Klawera dla Misji Afrykańskich, z inicjatywy błogosławionej Marii Teresy Ledóchowskiej. Z czasem przekształcił się w Zgromadzenie Sióstr Misjonarek św. Piotra Klawera. Zakon został zatwierdzony dnia 7 marca 1910 roku przez papieża Piusa X. 

## Cele
Celem zakonu jest niesienie pomocy duchowej i materialnej misjom katolickim, przede wszystkim w Afryce. Jednak z biegiem czasu cel ten został poszerzony o misje na całym świecie. Duchowość zakonu jest określana jako duchowość ignacjańska. Zakon wydaje miesięcznik „Echo z Afryki i z innych kontynentów” oraz Kalendarz Klaweriański.

## Habit
Habit zgromadzenia jest prosty. Dominującym kolorem jest szary, jedynie kołnierzyk jest koloru białego. Siostry noszą także medalik.

## Domy zakonne w Polsce
Domy zakonne w Polsce znajdują się w Krośnie, Podkowie Leśnej, Krakowie, Poznaniu oraz w Świdnicy. Dom generalny znajduje się w Rzymie.